# Nathaly Antona
Pour les articles homonymes, voir Antona.
Nathaly Antona, née le 16 février 1975 à Ajaccio (Corse du Sud) et morte le 18 juin 2024 dans la même ville, est une femme politique française.
Membre du Rassemblement national (RN), elle est élue députée européenne en 2024. Elle meurt quelques jours après son élection, avant-même l'entrée en fonction du nouveau Parlement européen, donc sans y avoir siégé.

## Biographie

### Situation personnelle
Nathaly Antona naît le 16 février 1975 à Ajaccio,. Elle effectue ses études secondaires au collège et au lycée Laetitia-Bonaparte.
Elle est enseignante en anglais de profession.
Mariée, elle n'a pas d'enfant. En tant qu'épouse, elle se nomme Nathaly (Antona) Nicolai en privé.

### Parcours politique
Nathaly Antona est candidate du Rassemblement national aux élections législatives dans la première circonscription de la Corse-du-Sud.
Déléguée territoriale adjointe du Rassemblement national en Corse, elle figure à la vingt-quatrième place sur la liste menée par Jordan Bardella aux élections européennes de 2024 en France. Elle devient la première femme corse élue comme députée européenne.
Le 18 juin 2024, à la suite d'une maladie pulmonaire, elle meurt à l'âge de 49 ans, neuf jours après son élection,. Elle n'est pas investie officiellement, la prise de fonction des élus au Parlement européen ayant lieu le 16 juillet. À la suite de son décès, il n'y a plus de personnalité corse siégeant au Parlement européen,,. Elle est remplacée par André Rougé.

## Résultats électoraux

### Élections législatives
| Année | Parti | Parti | Circonscription        | Premier tour | Premier tour | Premier tour | Second tour | Second tour | Second tour | Issue  |
| Année | Parti | Parti | Circonscription        | Voix         | %            | Rang         | Voix        | %           | Rang        | Issue  |
| ----- | ----- | ----- | ---------------------- | ------------ | ------------ | ------------ | ----------- | ----------- | ----------- | ------ |
| 2022  |       | RN    | 1re de la Corse-du-Sud | 3 003        | 12,69        | 3e           |             |             |             | Battue |